# Bobby Petta
Alfred Manuel ("Bobby") Petta alias Bobby of Bob Petta (Rotterdam, 6 augustus 1974) is een Nederlands voormalig betaald voetballer van Molukse afkomst die bij voornamelijk als linksbuiten speelde. Hij was van 1993 tot en met 2009 actief voor onder meer Feyenoord, RKC Waalwijk, Celtic FC en Fulham FC. Hij werd meermaals opgenomen in de selectie van het Nederlands voetbalelftal, maar kwam daarvoor nooit daadwerkelijk in actie.
Petta begon met voetballen in de jeugd van amateurclub VV Papendrecht, waar Feyenoord hem scoutte en vervolgens in 1992 opnam in de jeugdopleiding. Voor de Rotterdammers debuteerde hij ook in het profvoetbal. Na Feyenoord was Petta actief voor Dordrecht'90 en RKC Waalwijk alvorens hij naar Engeland vertrok, waar hij drie seizoenen voor Ipswich Town FC speelde. In 1999 tekende Petta een contract bij Celtic FC, waarvoor hij vier seizoenen speelde, behalve in competitieverband ook in de UEFA Cup en de UEFA Champions League. Hij tekende op 18 oktober 2008 een tijdelijk contract bij Sydney FC, als vervanger voor de geblesseerde Mike Enfield.

## Clubs
- 1992/94: Feyenoord
- 1994: Dordrecht'90
- 1994/95: RKC
- 1995/96: Feyenoord
- 1996/99: Ipswich Town
- 1999/04: Celtic FC
- 2004: Fulham FC
- 2004/05: Geen club
- 2005: Darlington FC
- 2005/06: Bradford City
- 2006/08 : Adelaide United
- 2008: Para Hills Knights
- 2008/09 : Sydney FC
- 2009: Heidelberg United FC
- 2009: Adelaide Raiders
- 2016/17 : Rossvale FC